# Faith Morris
Faith Morris (* 19. März 2000) ist eine belizische Leichtathletin, die sich auf den Sprint spezialisiert hat.

## Sportliche Laufbahn
Erste internationale Erfahrungen sammelte Faith Morris im Jahr 2016, als sie bei den CAC-U18-Meisterschaften in San José im 100-Meter-Lauf in 12,53 s den fünften Platz belegte und über 200 Meter das Finale erreichte, dort aber nicht mehr an den Start ging. Anschließend belegte sie bei den CACAC-Meisterschaften in San Salvador in 12,79 s den siebten Platz über 100 Meter und siegte mit der belizischen 4-mal-100-Meter-Staffel mit neuem Landesrekord von 46,61 s. Im Jahr darauf belegte sie bei den Zentralamerikameisterschaften in Tegucigalpa in 13,07 s den siebten Platz über 100 Meter und erreichte im 200-Meter-Lauf in 27,45 s Rang sechs. Daraufhin schied sie bei den U18-Weltmeisterschaften in Nairobi mit 13,13 s über 100 Meter in der ersten Runde aus und wurde im Dezember bei den Zentralamerikaspielen in Managua in 12,78 s Siebte über 100 Meter und gewann mit der Staffel in 47,44 s die Bronzemedaille. 2018 gewann sie bei den CACAC-U20-Meisterschaften in San Salvador in 12,76 s die Bronzemedaille über 100 Meter und schied anschließend bei den Zentralamerika und Karibikspielen (CAC) in Barranquilla mit 12,55 s im Vorlauf aus. Im Jahr darauf gewann sie bei den CADICA-U20-Meisterschaften in San Salvador in 12,86 s die Silbermedaille und belegte bei den Zentralamerikameisterschaften in Managua in 12,84 s den siebten Platz über 100 Meter, während sie mit der Staffel in 47,00 s die Bronzemedaille gewann. 2020 wurde sie bei den Zentralamerikameisterschaften in San José in 13,04 s Fünfte über 100 Meter.

## Persönliche Bestzeiten
- 100 Meter: 12,57 s (+0,1 m/s), 20. Mai 2016 in San José
- 200 Meter: 26,64 s (−0,8 m/s), 30. Juni 2017 in Tegucigalpa